# 多倫多東區華埠
多倫多東區華埠（英語：East Chinatown）是加拿大安大略省多倫多老城區東端河谷區的華人聚居區，是多倫多眾多華埠之一。它形成於20世紀70年代初期，以介乎百樂匯街與卡羅路（Carlaw Avenue）之間的芝蘭東街街區為核心。

## 社區特色

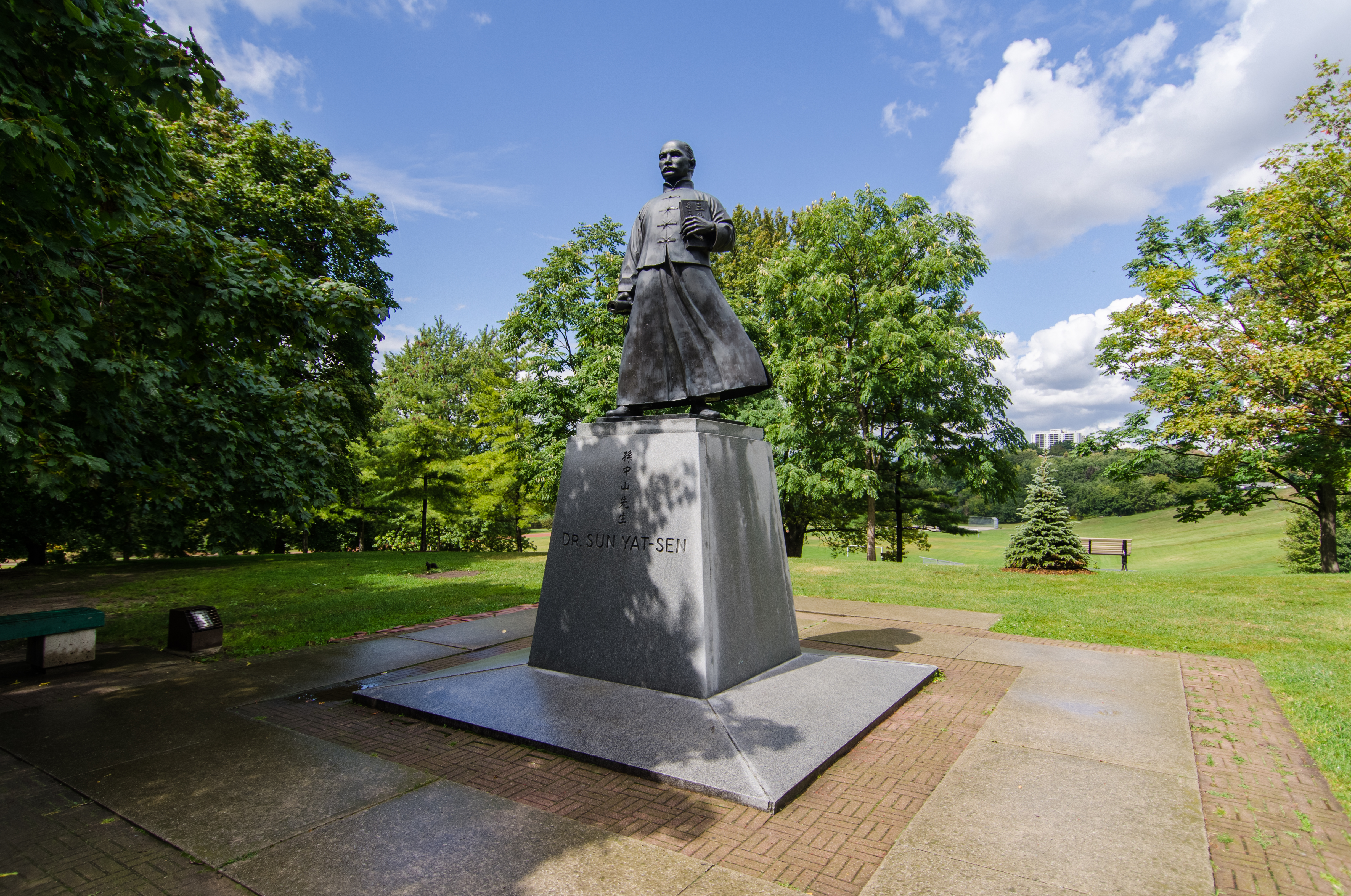
東區華埠附近的河谷公園中矗立着孫中山銅像

東區華埠的最北角（百樂匯街夾芝蘭東街西北角）是多倫多公共圖書館河谷分館。該分館提供英中雙語服務。圖書館以北的河谷公園中矗立着孫中山銅像。路口四角中的三個有英中雙語路牌，上書：
- 百樂匯街（Broadview Avenue）
- 芝蘭東街（Gerrard Street East）

該社區有着多倫多唯一的中式牌坊，於2008年底開始建造，並於2009年9月12日向公眾開放。牌坊的興建很大程度上歸功於多倫多東區華商會會員馬羅榴仙及市議員方卓怡的共同努力。該牌坊及鄰近的停車場曾獲國際大獎。

前往東區華埠可乘搭多倫多電車504號皇帝街線、505號登打士街線或506號卡爾頓街線。